# Zoroaster ophiactis
Zoroaster ophiactis is een zeester uit de familie Zoroasteridae.
De wetenschappelijke naam van de soort werd in 1916 gepubliceerd door Walter Kenrick Fisher.